# Carlos Cuarón
Carlos José Cuarón Orozco, född 2 oktober 1966 i Mexico City, är en mexikansk manusförfattare, filmproducent och filmregissör. Han är bror till Alfonso Cuarón.